# NGC 2192
NGC 2192 ist ein offener Sternhaufen im Sternbild Auriga.
Das Objekt wurde am 31. Dezember 1788 von Wilhelm Herschel entdeckt.